# Golf Club de Genève
De Golf Club de Genève is een besloten Zwitserse golfclub in Cologny, aan de zuidkant van het Meer van Genève
De club is opgericht in 1972. De 18-holes golfbaan is aangelegd door golfbaanarchitect Robert Trent Jones Sr, wat duidelijk te zien is aan de vorm van de bunkers. Er zijn veel doglegs en bunkers, en er zijn slechts drie holes met een waterhindernis. Hole 9 en 18 delen een grote green bij het clubhuis.
Er is een indoor-drivingrange.
De Rolex Trophy, een vierdaagse Pro-Am van de Europese Challenge Tour, wordt hier sinds 1976 gespeeld.